# Quercus poilanei
Quercus poilanei — вид рослин з родини букових (Fagaceae), поширений у південно-східній Азії.

## Опис
Це дерево 8–16 метрів заввишки; стовбур до 60 см у діаметрі. Кора сіра, шорстка. Гілочки зі світло-оранжево-коричневим запушенням, потім ± голі. Листки овально-ланцетні, завдовжки 4–8 см; основа широко клиноподібна; верхівка від загостреної до коротко хвостатої; край цілий або іноді з кількома дрібними зубами до верхівки; молоде листя з коричнево-жовтим запушенням; верх темно-зелений, ± голий; низ із жовтим запушенням; ніжка спочатку запушена, ± гола, 10–15 мм. Період цвітіння: квітень. Жіночі суцвіття 5 см, 3–10-квіткові. Жолуді кулясті, у діаметрі 10–15 мм; чашечка завдовжки 8 мм, у діаметрі 16 мм, з 5–7 концентричними кільцями, із золотистим запушенням всередині та зовні, охоплює від 1/4 до 1/3 горіха; дозрівають другого року.

## Середовище проживання
Поширений у південно-східному Китаї, В'єтнамі й північному Таїланді; населяє субтропічні широколистяні вічнозелені ліси; росте на висотах до 1300 метрів.